# María Barbeito
María Nicolasa Paula Barbeito Cerviño (La Corunya, 1880 - Ibídem, 1970) va ser una mestra, pedagoga, escriptora, traductora, lingüista, i professora espanyola. Va introduir a Galícia els principis de Montessori i el seu mètode, així com els Centres d'interès, del belga Ovide Decroly (1871-1932)
En 1941, als seus seixanta anys, per raons polítiques, va ser destituïda dels seus càrrecs acadèmics, i forçada a jubilar-se.
És mare de l'escriptor Carlos Martínez-Barbeito.